# FC Germania 01 Bockenheim
FC Germania 01 Bockenheim was een Duitse voetbalclub uit Frankfurt, meer bepaald in het stadsdeel Bockenheim. De club is een voorloper van het huidige Rot-Weiss Frankfurt. 

## Geschiedenis
De club werd opgericht in 1901, enkele spelers kwamen van het ter ziele gegaane 1. Bockenheimer FC 1899. De club was aangesloten bij de Zuid-Duitse voetbalbond en nam deel aan de eindronde in 1902/03. De club versloeg FC Amicitia Bockenheim met 3:2 en verloor dan van Frankfurter Kickers met 4:2. Vanaf 1903 ging de club in de Westmaincompetitie spelen. Na enkele middelmatige plaatsen trok de club zich terug in 1906/07. De club was ook aangesloten bij de Frankfurtse voetbalbond, die ook een eigen competitie organiseerde, los van de Zuid-Duitse competities, ook hier eindigde de club slechts in de middenmoot. 
Nadat de Westmaincompetitie opgeheven werd ging de club vanaf 1909 in de Nordkreiscompetitie spelen. Ook nu eindigde de club slechts in de lagere middenmoot. 
Op 5 juli 1912 fuseerde de club met Bockenheimer FVgg 01 tot Bockenheimer FVgg Germania 1901.  